# Campeonato Mundial de Remo de 2007
El XXXVII Campeonato Mundial de Remo se celebró en Múnich (Alemania) entre el 26 de agosto y el 2 de septiembre de 2007 bajo la organización de la Federación Internacional de Sociedades de Remo (FISA) y la Federación Alemana de Remo.
Las competiciones se realizaron en el Canal Olímpico de Oberschleißheim, ubicado al norte de la ciudad alemana.

## Medallistas

### Masculino
| Evento                         | Oro | Plata | Bronce |
| ------------------------------ | --- | --- | --- |
| Scull individual M1X           | Mahé Drysdale Nueva Zelanda 6:45,67 | Ondřej Synek · República Checa · 6:46,48 | Olaf Tufte · Noruega · 6:47,58 |
| Doble scull M2X                | Luka Špik Iztok Čop Eslovenia 6:16,65 | Jean-Baptiste Macquet Adrien Hardy Francia 6:16,93 | Tõnu Endrekson Jüri Jaanson Estonia 6:18,32 |
| Cuatro scull M4X               | Konrad Wasielewski · Marek Kolbowicz · Michał Jeliński · Adam Korol · Polonia · 5:49,42 | Jean-David Bernard Cédric Berrest Jonathan Coeffic Julien Bahain Francia 5:50,95 | René Bertram · Karsten Brodowski · Hans Gruhne · Robert Sens · Alemania · 5:52,40 |
| Dos sin timonel M2-            | Drew Ginn Duncan Free Australia 6:24,89 | Nathan Twaddle George Bridgewater Nueva Zelanda 6:30,19 | Colin Smith Matthew Langridge Reino Unido 6:31,06 |
| Dos con timonel M2+            | Dawid Pacześ · Łukasz Kardas · Daniel Trojanowski (t) · Polonia · 7:00,10 | Francesco Gabriele · Valerio Massimo · Gianluca Barattolo (t) · Italia · 7:01,84 | Kristopher McDaniel · Derek O'Farrell · Brian Price (t) · Canadá · 7:02,94 |
| Cuatro sin timonel M4-         | Carl Meyer James Dallinger Eric Murray Hamish Bond Nueva Zelanda 5:54,24 | Carlo Mornati · Alessio Sartori · Niccolò Mornati · Lorenzo Carboncini · Italia · 5:55,15 | Geert Cirkel · Matthijs Vellenga · Jan-Willem Gabriëls · Gijs Vermeulen · Países Bajos · 5:55,49                                                                                      |
| Cuatro con timonel M4+         | Matt Deakin Daniel Beery Samuel Burns Christopher Liwski Edmund del Guercio (t) Estados Unidos 6:10,36                                                                                           | Marko Marjanović Jovan Popović Goran Jagar Nikola Stojić Saša Mimić (t) Serbia 6:11,17 | Florian Mennigen · Stephan Koltzk · Philipp Naruhn · Matthias Flach · Martin Sauer (t) · Alemania · 6:12,49                                                                           |
| Ocho con timonel M8+           | Kevin Light · Benjamin Rutledge · Andrew Byrnes · Jacob Wetzel · Malcolm Howard · Dominic Seiterle · Adam Kreek · Kyle Hamilton · Brian Price (t) · Canadá · 5:34,92                             | Jörg Dießner · Florian Eichner · Ulf Siemes · Jan Tebrügge · Sebastian Schulte · Thorsten Engelmann · Philipp Stüer · Bernd Heidicker · Peter Thiede (t) · Alemania · 5:37,19                   | Thomas James Thomas Stallard Thomas Lucy Thomas Solesbury Joshua West Richard Egington Robin Bourne-Taylor Alastair Heathcote Acer Nethercott (t) Reino Unido 5:37,95                 |
| Scull individual ligero LM1X   | Duncan Grant Nueva Zelanda 6:53,89 | Lorenzo Bertini · Italia · 6:57,43 | Jaap Schouten · Países Bajos · 6:58,81 |
| Doble scull ligero LM2X        | Mads Rasmussen Rasmus Quist Dinamarca 6:24,21 | Dimitrios Muyos · Vasileios Polymeros · Grecia · 6:25,89 | Zachary Purchase Mark Hunter Reino Unido 6:26,92 |
| Cuatro scull ligero LM4X       | Leonardo Pettinari · Daniele Gilardoni · Luca Moncada · Daniele Danesin · Italia · 6:01,70 | Rémi Di Girolamo Pierre-Étienne Pollez Maxime Goisset Fabien Dufour Francia 6:02,94 | Simon Jones Robert Williams Christopher Bartley Dave Currie Reino Unido 6:03,83 |
| Dos sin timonel ligero LM2-    | Andrea Caianiello · Armando Dell'Aquila · Italia · 6:38,00 | Jochen Kühner · Martin Kühner · Alemania · 6:39,43 | Ross Brown Michael McBryde Australia 6:42,05 |
| Cuatro sin timonel ligero LM4- | Richard Chambers James Lindsay-Fynn Paul Mattick James Clarke Reino Unido 6:16,21 | Franck Solforosi Jérémy Pouge Jean-Christophe Bette Fabien Tilliet Francia 6:17,43 | Jiří Vlček · Catello Amarante · Salvatore Amitrano · Bruno Mascarenhas · Italia · 6:17,49                                                                                             |
| Ocho con timonel ligero LM8+   | Tom van den Broek · Pieter Bottema · Wolter Blankert · Dennis Beemsterboer · Maarten Tromp · Arnoud Greidanus · Alwin Snijders · Marshall Godschalk · Peter Wiersum (t) · Países Bajos · 5:42,06 | Matthias Schömann-Finck · Jost Schömann-Finck · Martin Rückbrodt · Ole Rückbrodt · Björn Steinfurth · Matthias Veit · Lutz Ackermann · Joel El-Qalqili · Felix Erdmann (t) · Alemania · 5:44,52 | Luigi Scala · Giorgio Tuccinardi · Livio La Padula · Salvatore Di Somma · Michele Savrie · Dario Cerasola · Nicola Moriconi · Fabrizio Gabriele · Andrea Lenzi (t) · Italia · 5:46,33 |

### Femenino
| Evento                       | Oro | Plata | Bronce |
| ---------------------------- | --- | --- | --- |
| Scull individual W1X         | Yekaterina Karsten · Bielorrusia · 7:26,52 | Rumiana Neikova Bulgaria 7:27,91 | Michelle Guerette Estados Unidos 7:28,48 |
| Doble scull W2X              | Li Qin Tian Liang China 6:54,38 | Georgina Evers-Swindell Caroline Evers-Swindell Nueva Zelanda 6:57,72 | Elise Laverick Anna Bebington Reino Unido 6:57,74 |
| Cuatro scull W4X             | Annabel Vernon Deborah Flood Frances Houghton Katherine Grainger Reino Unido 6:30,81                                                                        | Kathrin Boron · Manuela Lutze · Britta Oppelt · Stephanie Schiller · Alemania · 6:32,02 | Tang Bin Xi Aihua Jin Ziwei Feng Guixin China 6:33,91 |
| Dos sin timonel W2-          | Yuliya Bichyk · Natalia Helaj · Bielorrusia · 7:06,56 | Nicole Zimmermann · Elke Hipler · Alemania · 7:07,99 | Georgeta Andrunache · Viorica Susanu · Rumania · 7:08,87                                                                                                   |
| Cuatro sin timonel W4-       | Portia Johnson Erin Cafaro Rachel Jeffers Megan Dirkmaat Estados Unidos 6:37,94                                                                             | Nina Wengert · Nadine Schmutzler · Kerstin Naumann · Silke Günther · Alemania · 6:40,36 | Phoebe Stanley Katelyn Gray Emily Martin Victoria Roberts Australia 6:43,03                                                                                |
| Ocho con timonel W8+         | Brett Sickler Lindsay Shoop Anna Goodale Samantha Magee Anna Mickelson Zsuzsanna Francia Caroline Lind Caryn Davies Mary Whipple (t) Estados Unidos 6:17,20 | Rodica Șerban · Viorica Susanu · Simona Mușat-Strimbeschi · Ana Maria Apachiței · Aurica Bărăscu · Ioana Papuc · Georgeta Andrunache · Doina Ignat · Elena Georgescu (t) · Rumania · 6:18,33 | Carla Ashford Baz Moffat Alice Freeman Louisa Reeve Natasha Howard Alison Knowles Catherine Greves Jessica Eddie Caroline O'Connor (t) Reino Unido 6:19,66 |
| Scull individual ligero LW1X | Marit van Eupen · Países Bajos · 7:38,02 | Jennifer Goldsack Estados Unidos 7:39,59 | Melanie Kok · Canadá · 7:45,24 |
| Doble scull ligero LW2X      | Amber Halliday Marguerite Houston Australia 7:07,18 | Sanna Stén · Minna Nieminen · Finlandia · 7:07,41 | Katrin Olsen · Juliane Rasmussen · Dinamarca · Berit Carow · Marie-Louise Dräger · Alemania · 7:08,97                                                      |
| Cuatro scull ligero LW4X     | Bronwen Watson Miranda Bennett Alice McNamara Tara Kelly Australia 6:35,97                                                                                  | Sophie Hosking Laura Greenhalgh Mathilde Pauls Jane Hall Reino Unido 6:38,78 | Liu Jing Jia Jing Yu Hua Yan Shimin China 6:40,32 |

## Medallero
| Núm. | País            | Oro | Plata | Bronce | Total |
| ---- | --------------- | --- | ----- | ------ | ----- |
| 1    | Nueva Zelanda   | 3   | 2     | 0      | 5     |
| 2    | Estados Unidos  | 3   | 1     | 1      | 5     |
| 3    | Australia       | 3   | 0     | 2      | 5     |
| 4    | Italia          | 2   | 3     | 2      | 7     |
| 5    | Reino Unido     | 2   | 1     | 6      | 9     |
| 6    | Países Bajos    | 2   | 0     | 2      | 4     |
| 7    | Bielorrusia     | 2   | 0     | 0      | 2     |
| 7    | Polonia         | 2   | 0     | 0      | 2     |
| 9    | Canadá          | 1   | 0     | 2      | 3     |
| 9    | China           | 1   | 0     | 2      | 3     |
| 11   | Dinamarca       | 1   | 0     | 1      | 2     |
| 12   | Eslovenia       | 1   | 0     | 0      | 1     |
| 13   | Alemania        | 0   | 6     | 3      | 9     |
| 14   | Francia         | 0   | 4     | 0      | 4     |
| 15   | Rumania         | 0   | 1     | 1      | 2     |
| 16   | Bulgaria        | 0   | 1     | 0      | 1     |
| 16   | Finlandia       | 0   | 1     | 0      | 1     |
| 16   | Grecia          | 0   | 1     | 0      | 1     |
| 16   | República Checa | 0   | 1     | 0      | 1     |
| 16   | Serbia          | 0   | 1     | 0      | 1     |
| 20   | Estonia         | 0   | 0     | 1      | 1     |
| 20   | Noruega         | 0   | 0     | 1      | 1     |
|      | TOTAL           | 23  | 23    | 24     | 70    |